# Metal Heroes
De Metal Heroes series (メタルヒーローシリーズ, Metaru Hīrō Shirīzu) zijn een serie in het genre van tokusatsu-superhelden, geproduceerd door Toei voor Japanse televisiezenders.
De Metal Heroes series hebben vooral thema’s rond de ruimte en politie, met in de hoofdrol helden die metalen harnassen of kostuums gebruiken om tegen het kwaad te vechten. Meestal draait het genre om een technologisch thema waarin technologie in de juiste handen gebruikt kan worden voor het goede.
De series werden geproduceerd van 1982 tot en met 1998, samen met andere Tokusatsu-series zoals Kamen Rider en Super Sentai. De series zijn behalve in Japan ook populair in Frankrijk, Brazilië, de Filipijnen, Maleisië en Indonesië.
Sommige van de series kregen vervolgen die zich afspelen in dezelfde continuïteit als de vorige serie.

## Lijst van Metal Heroes

### Alle series
- Space Sheriff Gavan (1982)
- Space Sheriff Sharivan (1983)
- Space Sheriff Shaider (1984)
- Megabeast Investigator Juspion (1985)
- Spacetime Warrior Spielban (1986)
- Super Man-Machine Metalder (1987)
- World Ninja War Jiraiya (1988)
- Mobile Detective Jiban (1989)
- Special Police Winspector (1990)
- Special Rescue Command Solbrain (1991)
- Special Investigation Exceedraft (1992)
- Special Investigations Robo Janperson (1993)
- Blue SWAT (1994)
- Heavyshell B-Fighter (1995)
- B-Fighter Kabuto (1996)
- B-Robo Kabutack (1997)
- Ironbark Detective Robotack (1998)

### Verdeeld naar categorie

#### Space Sheriffs
- Uchuu Keiji Gavan (Space Sheriff Gavan) (1982): ook bekend als X-Or in Frankrijk, Gavan in de Filipijnen en Space Cop Gaban in Maleisië en Indonesië. De eerste in de Space Sheriff trilogie. Was populair genoeg voor twee sequels.
- Uchuu Keiji Sharivan (Space Sheriff Sharivan) (1983): ook populair buiten Japan. Draaide om de opvolger van de held uit de vorige serie.
- Uchuu Keiji Shaider (Space Sheriff Shaider) (1984): derde en laatste in de trilogie. Werd door Saban Entertainment gebruikt voor het tweede seizoen van VR Troopers.

#### Space Metal Heroes
- Kyojuu Tokusou Juspion (Megabeast Special Investigator Juspion) (1985): gelijk in film en stijl aan de Space Sheriff series. Deze show deed het in Japan niet zo goed, maar was een groot succes in Brazilië.
- Jikuu Senshi Spielban (Spacetime Warrior Spielban) (1986): deze serie draaide om een held die naar andere dimensies reisde om vijandige aliens te bevechten. Werd door Saban gebruikt voor VR Troopers.

#### Robotische Metal Heroes
- Choujinki Metalder (Super Man-Machine Metalder) (1987): geïnspireerd door de klassieke tokusatsuheld Kikaider. Deze serie draaide om een androïde die menselijke herinneringen krijgt en daarom een held wordt. Werd gebruikt door Saban voor VR Troopers.
- Kidou Keiji Jiban (Mobile Detective Jiban) (1989): geïnspireerd door de RoboCop films, maar met elementen van de jaren 70 serie Robotto Keiji. Draait om een agent die na te zijn neergeschoten wordt omgebouwd tot robot.
- Tokusou Robo Janperson (Special Investigations Robo Janperson) (1993): ook gelijk aan Robotto Keiji. Een achtergelaten experimentele robot wordt door zijn schepper weer hersteld om drie vijandige organisaties te bevechten. Hij krijgt ook een robotpartner genaamd Gungibson. De twee helden uit deze serie hadden een gastoptreden in Juukou B-Fighter, en in de Amerikaanse variant van deze serie: Big Bad Beetleborgs.

#### Reddingsmissie Metal Heroes
- Tokkei Winspector (Special Police Winspector) (1990): de eerste van de Rescue Police trilogie. De serie draaide om twee robots en hun menselijke veldcommandant die te maken kregen met “echte” misdaad en gevaarlijke reddingsacties. De mix van fantasie en realiteit bleek zeer populair onder kijkers, en maakte dat de serie twee vervolgen kreeg.
- Tokkyuu Shirei Solbrain (Special Rescue Command Solbrain) (1991): een direct vervolg op Tokkei Winspector. Hierin vechten twee mensen men een transformerende robot tegen gangsters met high-tech wapens. Een videospel gebaseerd op de serie kwam uit voor de Nintendo Famicom spelconsol.
- Tokusou Exceedraft (Special Investigation Exceedraft) (1992): de laatste van de Rescue Police serie. Deze serie draaide om een trio van gepantserde agenten die dezelfde taken hebben als de vorige twee series. Deze serie deed echter afstand van de realistische vijanden uit de vorige twee series en richtte zich meer op sciencefictionachtige tegenstanders.

#### Beetle Fighter
- Juukou B-Fighter (Heavyshell B-Fighter) (1995): draait om drie helden die met speciale insectharnassen een leger uit een andere dimensie moeten stoppen. Werd door Saban omgezet tot Big Bad Beetleborgs.
- B-Fighter Kabuto (1996): een direct vervolg op Juukou B-Fighter, nu met in totaal 7 helden. Werd door Saban omgezet tot Beetleborgs Metallix.

#### Overig
- Sekai Ninja Sen Jiraiya (World Ninja War Jiraiya) (1988): draait om een ninjameester die zijn zoon, dochter, hun kind en een agent opleid om een demonische samurai te verslaan. Was een groot succes in Brazilië.
- Blue SWAT (1994): draait om een politieteam dat al jarenlang buiten het weten van anderen om een buitenaardse bedreiging bevecht. Ondanks het buitenaardse thema was het een van de meest “realistische” series. De drie helden uit deze serie hadden een gastoptreden in Juukou B-Fighter.

## Huidige status
Momenteel worden er geen Metal Heroes series meer gemaakt en richt Toei zich geheel op de Super Sentai en Kamen Rider series. Wel heeft Kamen Rider veel kenmerken van de Metal Hero series overgenomen.
Merchandising van de Metal Heroes franchise verschijnt nog wel. In 2005 bracht Toei nog merchandising gebaseerd op de Uchuu Keiji trilogie uit. In mei 2006 verscheen het PlayStation 2 videospel Uchuu Keiji Damashii.

## Niet-Japanse bewerkingen
Saban Entertainment, die ook al Amerikaanse bewerkingen maakte van Super Sentai en een Kamen Rider-serie, heeft enkele van de Metal Heroes series gebruikt voor Amerikaanse series. Zo gebruikte het bedrijf de series Metalder, Spielvan en Shaider als basis voor VR Troopers (1994-1996), en de beide B-Fighter series voor BeetleBorgs. Beide series liepen twee seizoenen en eindigden omdat het beeldmateriaal van de Japanse series opraakte.
In 2007 verscheen in de Filipijnen een remake van de serie Uchu Keiji Shaider getiteld Zaido: Pulis Pangkalawakan.